# KIFV/K-200 VCI
El K-200 VCI es un blindado de combate de la infantería surcoreano, originalmente manufacturado por Daewoo Heavy Industries (ahora parte de la firma Doosan Group), y que básicamente es una versión doméstica del AIFV, y el que a su vez es una de las muchas variantes del M113 que estuvo en la línea principal de medios mecanizados de las Fuerzas militares surcoreanas al tiempo que el M113 operó durante cierto tiempo antes de que el desarrollo del K-200 fuera develado. El KIFV/K-200 se complementa con el K21 desde 2009 en los arsenales surcoreanos con un total aproximado de 2383 vehículos de todas las configuraciones; y que se produjeron entre 1985 al 2006, habiéndose exportado tan solo 111 K-200A1 a Malasia.

## Historia
El proyecto K200 se inicia en 1981, cuando el Ejército de la República de Corea emite una solicitud de un nuevo vehículo de combate de infantería de Corea (KIFV) para satisfacer las futuras necesidades de combate ante el poderío militar creciente de Corea del Norte. El ejército de Corea del Sur decidió reemplazar los transportes blindados M113 por un vehículo de combate de infantería (IFV) que debía ser anfibio, tener alta movilidad y brindar mejor protección. Al igual que con el M113 se crearon varias versiones especializadas: portamortero (K281), antiaéreo (K263 y K263A1) y vehículo de mando (K277). El vehículo contaba con una ametralladora de 12.7 milímetros y otra de 7.62 milímetros, pero también tenía variantes armadas con un cañón en torreta. Aunque oficialmente era un IFV en términos reales es un APC bien blindado. 
La Agencia de Desarrollo de la Industria para la Defensa estuvo a cargo de su desarrollo, y Daewoo Heavy Industries (ahora parte de Doosan Group) fue el contratista principal para la producción de este vehículo. El K200 fue diseñado para ser un transporte anfibio que pudiera vadear ríos poco profundos sobre la ya probada base del chasis del Vehículo de Infantería Blindado de Combate. Dado su origen su línea recuerda mucho a los YPR-765 empleados por Holanda, Bélgica y Turquía cuyo diseño se basaba en el AIFV. El propio AIFV se basa en el transporte blindado de personal M113 norteamericano, del que este vehículo desarrolla otras capacidades y se ajusta para ser más asequible que el Bradley y el AIFV, pero no necesariamente sacrificando sus capacidades para así obtener una notable ventaja en cuanto a su relación coste-operatividad. El eventual desarrollo interno y la producción del K-200 VCI alcanzó un precio de entre 1,32 millones a 1,41 millones de dólares por unidad y que es muy opuesto a los USD$1.52~$2.83 millones del rango de precios de una versión de producción licenciada o su posible importación directa que hubiera incluso supuesto una derrota para la industria pesada y de defensa surcoreana en su momento.
La firma Doosan incorpora en el vehículo una variante bajo licencia de MAN AG del motor diésel del modelo D2848T en donde se asimilan piezas disponibles en el mercado surcoreano de recambios usando su propia tecnología y componentes domésticos como una forma de ingeniería reversa que le permite probar a los diseñadores de instrumental de guerra el desarrollo de su propio VCI; siendo el resultado su K-21 VCI. La compañía S&T Dynamics produce bajo un acuerdo licenciado y como subcontratista de Allison Transmission la caja de cambios y el conjunto de transmisión X200-5K del conjunto de moricidad del mismo blindado. El vehículo entró en producción en 1985. La producción en serie se completó en 2006.

## Descripción básica
La serie K-200 VCI de vehículos de transporte de infantería mecanizada dispone de protección suficiente frente al fuego de armas de calibre ligero o a esquirlas de granadas y otros explosivos, pero no frente al impacto de municiones de carros de combate y otra clase de municiones perforantes. El casco del K-200 VCI/KIFV es de planchas de aluminio con una capa adicional de blindaje compuesto de acero laminado y espaciado; que van atornilladas a la estructura del blindado. Este blindaje de tipo compuesto proporciona un mayor nivel de protección reduciendo el peso general del vehículo. Este puede soportar impactos de armas de calibre 12,7 mm en sus lados; y del calibre 7,62 mm en la parte posterior, e incluso de minas antipersonales. El motor se encuentra en la parte delantera derecha del vehículo, y está separado del resto del vehículo por un tabique especialmente aislante. El compartimiento del motor está equipado con un sistema de extinción de incendios que puede ser operado por el conductor o desde el exterior del vehículo para en caso de una evacuación de emergencia. La entrada de aire dispuesta en forma de rejillas en las salidas de aire le permiten recibir suficiente oxigenación para el habitáculo, a la vez que monta los filtros de protección ABQ; y el exhosto se encuentra junto a este sistema en el techo del vehículo para permitir las operaciones KIFV tiene una dotación de tres y lleva a hasta 9 tropas, que entran en y dejan el vehículo vía la rampa eléctrica trasera. 
El vehículo estaba movido por un motor MAN de 280 caballos. A pesar del aumento en peso se mantiene la capacidad anfibias. El K200A1 fue introducido en 1994 con blindaje adicional y un motor de 350 caballos para mantener la movilidad campo través en el mismo nivel.

### Armamento
El K200 cuenta con seis lanzagranadas de accionamiento eléctrico que solamente disparan proyectiles de humo montados en la parte delantera del casco como contramedidas pasivas frente a objetivos como misiles anti-blindados de acción electro-óptica e infrarroja. La variante KIFV cuenta con una torreta armada con un cañón con capacidad anticarro, y los lanzagranadas irán en el montaje especialmente adecuado en la torreta, con tres a cada lado de la misma.
El K-200 VCI puede proporcionar apoyo a la infantería  con un poder de fuego abrumador, que deviene de una ametralladora de calibre 12,7 mm y otra de calibre 7,62 mm. Cuenta con ocho armas con capacidad anti-infantería y anti-material que pueden ser usadas por el personal de tropa o los tripulantes del blindado, y que consta de en algunas variantes de cañones Vulcan de 20 mm o morteros de calibre 82 mm o 107 mm. Armamento antiblindaje se pueden agregar, al equipar el blindado con el sistema de armas Metis-M de misiles antitanque. El K-200 VCI es un diseño de capacidad modular, y sus variantes de combate adicionales proporcionan capacidades tales como la de desarrollar capacidades de defensa aérea y/o recuperación de vehículos al montarle módulos de equipamiento diferentes y que se pueden instalar a petición del usuario. Los vehículos transportan 12 personas, incluyendo a un pelotón de infantería, el conductor, y los artilleros.

## Variantes de producción
K200A1, Vehículo de Combate de la Infantería
Variante altamente mejorada y base de la serie de blindados K-200. Cuenta con motores más potentes y nueva transmisión. La actualización también añade protección ABQ y un sistema automático de extinción de incendios en los compartimientos del blindado.
K263A1, Cañón autopropulsado de fines antiaéreos Vulcan
Combina los sistemas de defensa aérea y de la variante de combate de infantería básica del K-200A1. Los cañones de calibre 20 mm Vulcan guiados por radar se han mostrado eficaces frente a objetivos "fáciles" en tierra y también frente a aeronaves en vuelos bajos.
K216A1, Vehículo de Reconocimiento en entornos ABQ
Equipado con sistemas para la detección de fuentes de contaminación ABQ.
Mortero autopropulsado K242A1 / K281A1
Porta un mortero de calibre 81mm o 107 para fuego de apoyo.
K277A1, Vehículo de comando y control de tropas
Dispone de equipos para el comando y control de tropas en el campo de batalla.
K288A1, Recuperación de vehículos blindados
Rescate y recuperación de vehículos blindados.
K221A1, Vehículo generador de pantallas de humo
Puede producir pantallas de humo para proveer a blindados en combate una eficaz forma de evasión. Trabaja igualmente con equipos de imágenes normales de visualización y sistemas de visión infrarroja.
K-200 Ambulancia
Se usa en el transporte ambulatorio de los heridos en batalla. Está equipada con cuatro literas especialmente adecuadas, y dos equipos de resucitación que disponen de máquinas de oxigenación automática y resucitadores en dos grupos separados.
K30 Biho (sistema de artillería antiaérea)
Es un sistema de artillería antiaérea dedicado; específicamente una variante del K-200 VCI, con una motorización más poderosa, y su transmisión; así como su armamento han sido modificados para esta tarea.

## Usuarios
- Corea del Sur

Al menos disponen de 1900 unidades en todas sus variantes.
- Malasia

111 unidades, denominadas localmente como Vehículo de Combate de la Infantería de Malasia - MIFV.

### Vehículos similares
- Schützenpanzer Puma
- Lynx
- ZBD-97
- K-21 IFV
- AIFV
 M2/M3 Bradley
- /ASCOD Pizarro/ULAN
- AMX-10P
- TAM VCTP
- Namera
 Achzarit
- Dardo
- Tipo 89 VCI
- VCI Anders
- FV510 Warrior
- BMP-3
 BTR-T
 BMP-T
- Bionix VCI
- CV90/CV9030/CV9040